# آرمان دارچینیان
آرمان دارچینیان (انگلیسی: Arman Darchinyan؛ زادهٔ ۳۰ آوریل ۱۹۹۴) بوکسور اهل ارمنستان است که در بازی های المپیک تابستانی ۲۰۲۰ توکیو به رقابت پرداخت.